# Stadtsteinach
Stadtsteinach – miasto w Niemczech, w kraju związkowym Bawaria, w rejencji Górna Frankonia, w regionie Oberfranken-Ost, w powiecie Kulmbach, siedziba wspólnoty administracyjnej Stadtsteinach. Leży w Lesie Frankońskim, przy drodze B303 i linii kolejowej Stadtsteinach – Lichtenfels/Neuenmarkt.
Miasto położone jest 6 km na północny wschód od Kulmbach i 33 km na południowy zachód od Hof.

## Dzielnice
W skład miasta wchodzą następujące dzielnice: Stadtsteinach, Bergleshof, Große Birken, Kleine Birken, Deckenreuth, Deinhardsmühle, Eisenberg, Forkel, Frankenreuth, Gründlein, Hammermühle, Hochofen, Höfles, Mittelhammer, Oberhammer, Oberzaubach, Osenbaum, Petschen, Römersreuth, Schwärzleinsdorf, Schwand, Silberklippe, Triebenreuth, Unterzaubach, Vogtendorf, Vorderreuth i Ziegelhütte

## Polityka
Burmistrzem jest Anneliese von Ramin z CSU. Rada miasta składa się z 17 członków:
|      | CSU | SPD | UWG | FBL | Razem     |
| 2002 | 8   | 4   | 3   | 2   | 17 miejsc |

### Współpraca
Miejscowość partnerska:
- Leutenberg, Turyngia

## Zabytki i atrakcje
- Muzeum Regionalne (Heimatmuseum)
- zabudowania wokół Rynku